# Limża
Limża (niem. Limbsee) – wieś w Polsce położona w województwie warmińsko-mazurskim, w powiecie iławskim, w gminie Kisielice.
W latach 1975–1998 miejscowość położona była w województwie elbląskim.
We wsi ruina dworu z ok. 1900 otoczonego XVIII-wiecznym parkiem.

## Położenie
Limża leży na trasie Kisielice–Kwidzyn, na starym szlaku komunikacyjnym wiodącym przez Biskupiec, Goryń, Pławty Wielkie, Bałoszyce i Susz do Dzierzgonia.

## Historia
- 1329 - najstarsza wzmianka o miejscowości Lynse, Założona przez biskupa Pomezanii na terenie dawnej osady Prusów.
- XVI w. – nadanie folwarku Hansowi von Kastpolth przez biskupa Joba.
- 1755 - pułkownik Otto von Hindenburg otrzymał od króla Prus za zasługi wojenne majątki w Ogrodzieńcu i Limży.
- W XIX w. właścicielem wsi był ród von Dallwitz, wybudowano dwór w XVIII-wiecznym parku.
- W XX w. właścicielem Limży był ród von Brockdorf-Ahlefeldt.
- Po 1945 ziemie majątku włączono do PGR Łodygowo, dwór przeznaczono na mieszkania dla pracowników.
- 2001 - wybudowano radiowo-telewizyjny ośrodek nadawczy (maszt wys. 320 m).